# Fabio Rizzitelli
Fabio Rizzitelli (Sandrigo, 21 dicembre 1957) è un ex hockeista su pista e dirigente sportivo italiano.

## Palmarès
- Campionato italiano: 2

Breganze: 1976
Amatori Lodi: 1980-1981
- Coppa Italia: 1

Breganze: 1975